# ایگور شافارویچ
ایگور روستیسلاوویچ شافارویچ (روسی: И́горь Ростисла́вович Шафаре́вич؛ ۳ ژوئن ۱۹۲۳ – ۱۹ فوریهٔ ۲۰۱۷) ریاضی‌دان روس بود که کارهایی در زمینه نظریه جبری اعداد و هندسه جبری انجام داد. وی کتاب‌ها و مقالاتی نوشت که در آن‌ها از سوسیالیسم انتقاد می‌کرد و دگراندیشی مهم در زمان اتحاد جماهیر شوروی سوسیالیستی بود.
شافارویچ در سن ۹۳ سالگی درگذشت.